# Kluka
Kluka (kaszb. klëka) - rodzaj laski, charakterystycznej dla kultury kaszubskiej. 
Kluka była związana była z urzędem sołtysa i służyła np. do zwoływania wiejskich zebrań. Laskę przekazywano od sąsiada do sąsiada, aż wróciła do sołtysa, co było znakiem, że wszyscy zapoznali się z wezwaniem czy wiadomością.  Zwyczaj ten był kultywowany na Kaszubach jeszcze na początku XX wieku. Kluki używano także do informowania o śmierci mieszkańca wsi; była wtedy symbolicznie przewiązywana czarną wstążką. Czerwona wstążka oznaczała z kolei nadchodzące wesele.
Kluki wyrabiano z drewna i zazwyczaj zdobiono; np. zakończeniem w formie głowy kozła.
W związku z dawną funkcją kluki, obecnie w kaszubskim słowo „klëka” ma znaczenie tożsame z kurendą: pisemnym obwieszczeniem lokalnych władz.
Symboliczną, zdobioną głową kozła klukę wręczył Adamowi Małyszowi w uznaniu jego dokonań sportowych premier Donald Tusk.